# Jean de Lastic
Jean Bompar de Lastic (1371 – 1454) è stato Gran Maestro dell'Ordine di Malta e succedette ad Antoine Fluvian.

## Dalle origini alla carriera nell'Ordine
Jean de Lastic nacque nel 1371 nel Castello di famiglia di Lastic (attuale Bourg-Lastic). La sua famiglia godeva di una certa importanza nel mondo aristocratico francese: per parte di madre era imparentato con i conti di Clermont e con i delfini d'Alvernia.
Alla fine degli anni '80 del XIV secolo, verosimilmente, divenne cavaliere dell'Ordine degli Ospitalieri. Sicuramente trascorse un certo periodo di tempo in un convento dell'Ordine a Rodi, e ottenne diverse commende (Celles, Montchamp, Carlat), sino a divenire Gran Priore della langue d'Alvernia. Ritornato a Bourganeuf, ne ottenne il Gran Priorato, rinforzandone le difese ed edificando una torre, che ancora oggi porta il suo nome.
Si trovava proprio a Bourganeuf quando apprese della propria elezione, nel 1437. Egli, ad ogni modo, non lasciò la Francia senza aver raccolto un discreto esercito che lo accompagnasse. In effetti, i mamelucchi d'Egitto, avevano occupato già Cipro tra il 1424 ed il 1426, e più volte avevano espresso la volontà di spingersi nel Mediterraneo sino a Rodi.

## Difensore di Rodi

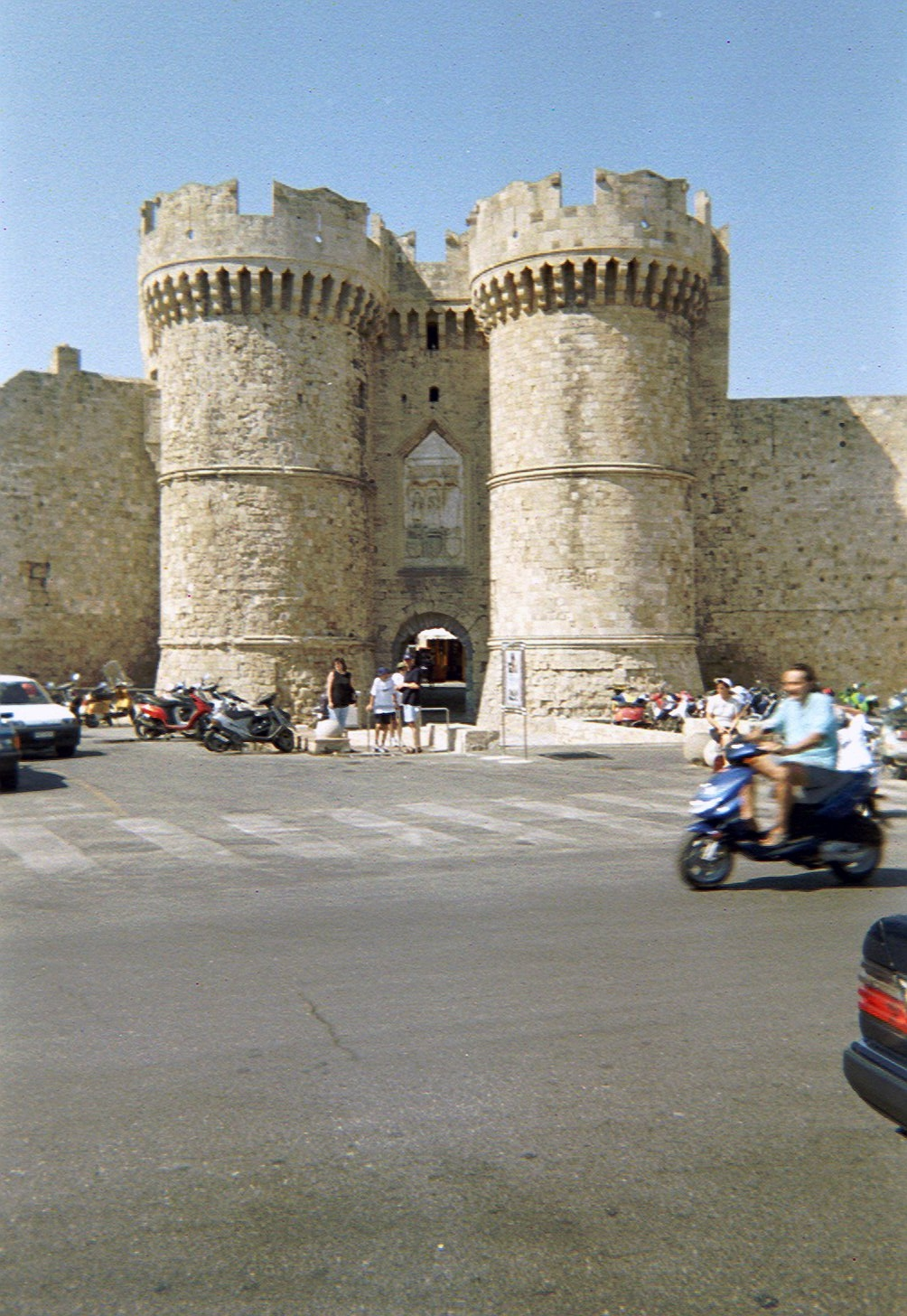
Il porto della città di Rodi

Le prime gesta di Jean de Lastic giunto a Rodi, nel 1438, consistette nel mandare un'ambasceria al Cairo al fine di negoziare un prolungamento del trattato precedentemente concluso coi mamelucchi. Con questa questione gli ospitalieri riaprirono col Sultano d'Egitto, ciò che avevano concluso col Sultano ottomano Murad II, ottenendo che sarebbero rimasti neutrali ad un attacco a Rodi.
Un primo attacco all'isola avvenne però nel settembre del 1440 per mano delle truppe arabe. La flotta egiziana si diresse verso Rodi, e verso l'isola di Coo, e nuovamente a Rodi nel novembre dello stesso anno. Gli Ospitalieri, pur avendo un numero di vascelli inferiore a quello degli avversari, trovarono il modo di abbordare diverse navi nemiche, catturandole e passando in vantaggio. Il bilancio fu presto fatto: 700 morti per gli egiziani, 60 per i cristiani. Gli egiziani non si diedero per vinti. Una seconda spedizione venne infatti concordata nel 1442 o nel 1443 contro Rodi per mano di Inâl al-'Alâ'i al-Nâssirî, Primo Ministro del sultano mamelucco Al-Malîk al-Zahîr Djaqmaq, (al quale succederà al comando nel 1453) e dell'emiro Tamouhaï.
La seconda spedizione egiziana ebbe luogo nel 1444. La flotta dei mamelucchi, forte di 75 vascelli, sbarcò con un'armata di 18.000 uomini, che assediarono Rodi il 10 agosto 1444, ma senza grandi risultati. Il 18 settembre, un nuovo assalto venne programmato e anche questo fu fallimentare.
Jean de Lastic venne osannato dall'Europa intera come il difensore dell'Ordine, di Rodi e della cristianità per poi morire nel 1454.

## Fonti
- Edmond Giscard d'Estaing , "Jean de Lastic, grand maître des Hospitaliers (1437-1454)", Annales (XII, IV), ottobre-dicembre 1964.
- Gilles Rossignol, Pierre d'Aubusson, le "bouclier de la chrétienté". Les Hospitaliers à Rhodes,  La Manufacture, Besançon, 1991, 319 p.